# Monumento à Wikipédia
O Monumento a Wikipedia (em polonês: Pomnik Wikipedii) é uma escultura localizada em Słubice (Polónia), desenhada pelo armênio Mihran Hakobyan para homenagear os contribuintes a Wikipedia.

## Descrição
O monumento foi promovido por Krzysztof Wojciechowski, professor e director no Collegium Polonicum de Słubice, e representa  três figuras nuas que sustentam no alto um globo terrestre inspirado no logotipo de Wikipedia. A escultura, feita de fibra e resina, foi desenhada pelo artista de origem armênia Mihran Hakobyan, graduado do Collegium Polonicum. A obra custou entre 47 000 e 50 000 zlotys (aproximadamente 14 000 euros) e foi financiada pelas autoridades da cidade.
A escultura foi inaugurada em 22 de outubro de 2014, convertendo-se no primeiro monumento do mundo dedicado à enciclopédia online. Segundo Piotr Łuczyński, vice-prefeito da cidade, o memorial «porá em relevo a importância da cidade como um centro académico».

## Inscrição

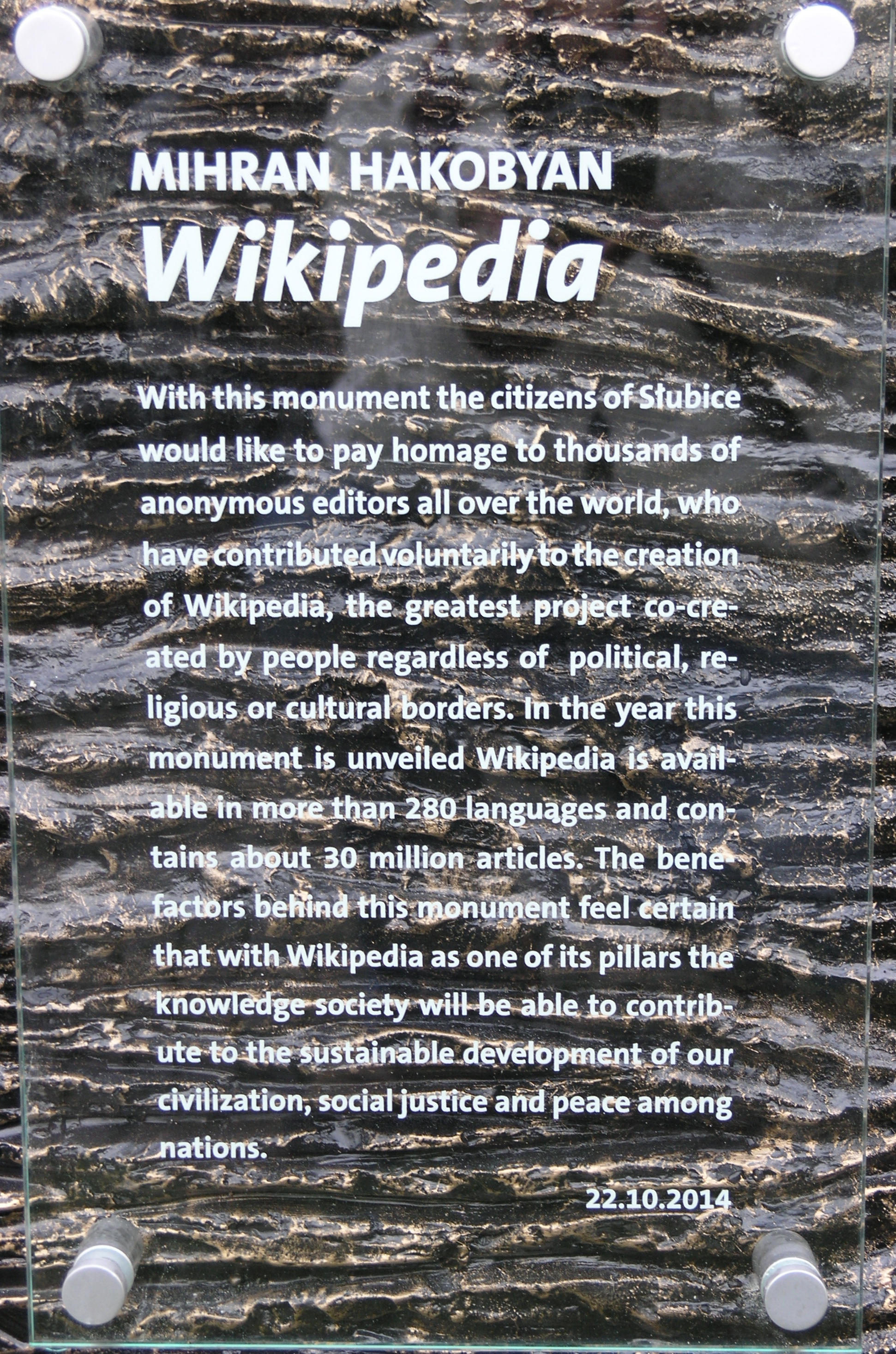
Placa com inscrição na base do monumento (em inglês).

Na base do monumento figura uma placa com o seguinte texto:
| “ | Com este monumento os cidadãos de Słubice desejam prestar homenagem aos milhares de editores anônimos de todo o mundo que voluntariamente contribuíram para a criação da Wikipedia, o maior projeto criado por pessoas, independentemente das fronteiras políticas, religiosas ou culturais. No ano em que este monumento foi inaugurado Wikipedia está disponível em mais de 280 línguas e contém cerca de 30 milhões de itens. Os benfeitores deste monumento estão confiantes de que com a Wikipedia como um dos pilares da sociedade do conhecimento será capaz de contribuir para o desenvolvimento sustentável da nossa civilização, da justiça social e da paz entre as nações. | ” |

## Declaração de Jimmy Wales
| “ | Quando a Wikipedia começou em 2001, devo dizer que nunca imaginei um dia em que a Wikipedia seria homenageada com um monumento - escrevemos sobre eles, os fotografamos com nossa competição Wiki Loves Monuments, E agora temos um monumento nosso. É um dia verdadeiramente especial e emocionante, e espero que resolva os milhares de Wikimediadores que editam a Wikipédia e tornam a fonte do conhecimento gratuito que veio a ser. Estou ansioso para visitar Słubice um dia para ver o monumento para mim e talvez conhecer alguns dos envolvidos no projeto. | ” |

— Jimmy Wales, o co-fundador da Wikipédia, em ocasião da inauguração.